# Безух, Михаил Иванович
Михаи́л Ива́нович Бе́зух (12 (25) мая 1914 — 31 июля 1971) — советский военный лётчик, участник Великой Отечественной войны, Герой Советского Союза, штурман 565-го штурмового авиационного полка 224-й штурмовой авиационной дивизии 1-й воздушной армии Западного фронта, майор.
Герой Советского Союза (01.07.1944), генерал-майор авиации запаса (с 1965 года).

## Биография
Родился 12 (25) мая 1914 год в селе Белосарайке (сейчас Белосарайская Коса Мангушского района Донецкой области Украины) в семье крестьянина. Русский. Член ВКП(б) с августа 1941 года. Окончил начальную школу. Работал в колхозе «Победа». Затем окончил школу ФЗУ Рыбпрома и два курса Азовского рыбного техникума.
В Красной армии с 1935 года. В 1938 году окончил Сталинградскую военно-авиационную школу лётчиков.
Участник Великой Отечественной войны с июня 1941 года. Сражался на Западном фронте.
Штурман 565-го штурмового авиационного полка (224-я штурмовая авиационная дивизия, 1-я воздушная армия, Западный фронт) майор Михаил Безух к августу 1943 года совершил 78 боевых вылетов на бомбардировку и штурмовку живой силы и боевой техники противника, нанеся врагу значительный урон.
Указом Президиума Верховного Совета СССР от 1 июля 1944 года за образцовое выполнение боевых заданий командования на фронте борьбы с немецко-фашистскими захватчиками и проявленные при этом мужество и героизм, майору Михаилу Ивановичу Безуху присвоено звание Героя Советского Союза с вручением ордена Ленина и медали «Золотая Звезда» (№ 1983).
После войны продолжал службу в ВВС СССР. В 1950 году окончил Военно-воздушную академию (Монино), а в 1957 году — Военную академию Генерального штаба. С 1965 года генерал-майор авиации М. И. Безух — в запасе.
Жил в Москве. Скончался 31 июля 1971 года.

## Награды
СССР
- медаль «Золотая Звезда» Героя Советского Союза (№ 1983)
- два ордена Ленина
- три ордена Красного Знамени
- орден Суворова III степени
- орден Кутузова III степени
- два ордена Красной Звезды
  - медали, в том числе:
  - «За боевые заслуги»
  - «За победу над Германией в Великой Отечественной войне 1941—1945 гг.»
  - «За освобождение Праги»

Других государств
- Военный крест (ЧССР, 1945)
- Дукельская памятная медаль (ЧССР)

## Память
- Похоронен в колумбарии Новодевичьего кладбища в Москве (секция 135).
- Имя Героя носит Белосарайская восьмилетняя школа.
- В посёлке городского типа Мангуш и селе Белосарайская Коса именем Безуха М. И. названы улицы.
- В центре села Белосарайская Коса установлен бюст М. И. Безуха.